# 森特勒爾麥肯齊 (北達科他州)
森特勒爾麥肯齊（英語：Central McKenzie）是位於美國北達科他州麥肯齊縣的一個未組織地區。

## 地方資料
森特勒爾麥肯齊的面積為1081.01平方千米，當中陸地面積為1077.69平方千米，而水域面積為3.32平方千米。根據2010年美國人口普查的數據，當地共有人口717人，而人口密度為每平方千米0.66人。